# Talaus
Talaus là một chi nhện trong họ Thomisidae.